# Troisième bataille des forts de Taku (1860)
 (décembre 2023).
Seconde guerre de l'opium
Batailles
- Bogue
- Bataille des forts de la Rivière des Perles
- Canton (1re)
- Fatshan Creek
- Canton (2e)
- Forts de Taku (1re)
- Forts de Taku (2e)
- Forts de Taku (3e)
- Zhangjiawan
- Palikao

La troisième bataille des forts de Taku ou prise des forts du Peï-Ho  (en anglais : Battle of Taku Forts) est une bataille menée par les troupes britanniques et françaises pendant l'expédition franco-anglaise en Chine (seconde guerre de l'opium), en août 1860. Elle leur a permis de prendre Tianjin puis la capitale Pékin et de défaire l'empire Qing.

## Situation géographique
Les Forts de Taku (Sinogramme simplifié : 大沽炮台 ; Pinyin : Dàgū Pàotái), également appelés Forts Peiho (Sinogramme simplifié : 白河碉堡 ; Pinyin : Báihé Diāobǎo) sont des forts situés à l'entrée de l'embouchure de la rivière Hai He, dans le district de Tanggu à Tianjin en Chine. Ils sont situés à environ 60 km au sud-est de la zone urbaine du centre-ville de Tianjin, dans une zone industrielle portuaire.

## Contexte
En 1859, après le refus de la Chine d’autoriser l’établissement d’ambassades à Pékin comme stipulé dans le traité de Tianjin, une force navale sous le commandement de l’amiral Sir James Hope encercle les Forts Peiho gardant l’embouchure de la rivière Hai He, mais subit des dommages et fit retraite sous la couverture d’un escadron naval de la marine américaine commandé par Josiah Tattnall.
En 1860, une force anglo-française se réunit à Hong Kong. En février, le général Cousin-Montauban demande au contre-amiral Protet de reconnaître les possibilités de débarquement au nord de Peï-Ho.

## Bataille

### Ordre de bataille français
- 1re brigade
  - 101e de ligne
  - 2e Bataillon de Chasseurs à Pied
  - deux compagnies du génie
- 2e brigade (Collineau)
  - 102e de ligne
  - Régiment de marche d'infanterie de Marine (de Vassoigne)
- Artillerie (14e régiment d'artillerie)
  - douze pièces de 12
  - douze pièces de 4
  - quatre pièces de montagne

### Ordre de bataille britannique
- Brigade de cavalerie (Pattle) 
  - 3 régiments : Kings Dragoon Guards, Probyn’s Horse, Fane’s Horse
  - Artillerie : Stirling’s battery
- 1ère division d'infanterie (Sir John Mitchell)
  - 1re brigade : (Staveley)
    - 3 régiments : 1st Foot (The Royal Scots), 31st (Huntingdonshire), 15th Ludhiana Sikhs.

  - 2e brigade : (Sutton)
    - 3 régiments : 2nd (Queen’s Royal Regiment), 2/60th King’s Royal Rifles), 15th Punjab NI,
    - Une compagnie du génie
    - Artillerie : Desborough’s battery
- 2ème division d'infanterie (Sir Robert Napier) 
  - 3e brigade : (Jephson)
    - 3 régiments : 3rd Foot (The Buffs), 44th (Essex Regt), 8th Punjab NI.

  - 4e brigade : (Reeves)
    - 3 régiments : 67th (South Hampshire), 99th (Wiltshire), 19th Punjab NI.

### Description

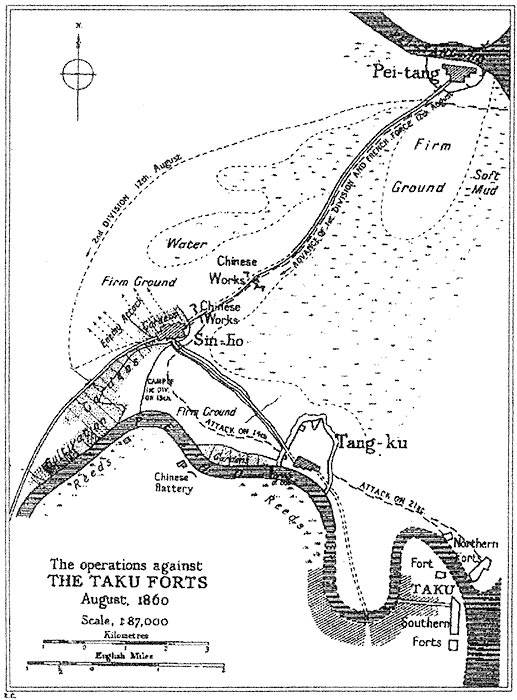
Prise des Forts du Peï-Ho en 1860

Le 1er août 1860, le général Cousin-Montauban et le corps expéditionnaire débarquent sur la plage de Peh-Tang, tandis que la flotte procède au bombardement des forts du littoral. Les Chinois n'opposent qu'une faible résistance, et abandonnent Peh-Tang qui tombe sans combat. En revanche, onze jours sont nécessaires pour sortir de la boue de l'estuaire et redéployer les troupes.
L'offensive reprend le 12 août avec une manœuvre d'enveloppement. Rapidement, les forts de Tang-ku de deuxième ligne, pris à revers, doivent cesser toute résistance.
Six jours de plus pour acheminer de la logistique et l'artillerie et le 18 août, la brigade mixte d'infanterie de marine reprend l'offensive. Le feu chinois redouble d'intensité, stoppant net le 102e de ligne.
Le 21 août, la 4e brigade britannique et le général Collineau, à la tête d'un bataillon de marsouins, tentent alors un coup de force. Munis d'échelles, les hommes partent à l'assaut du fort principal. Les Chinois tentent vainement de les arrêter, à coup d'artillerie, de longues piques et de mousqueterie. A court de munitions, ils sont contraints de déverser tout ce qu'ils trouvent pour stopper l'ascension des marsouins. En vain. Les hommes se cramponnent fermement aux échelles, et finissent par submerger les Chinois. Le commandant Testard pénètre le premier dans le fort, suivi par le drapeau du 67e (South Hampshire). Toutefois, la lutte continue avec acharnement pendant trois heures à l'intérieur de l'enceinte contre les derniers survivants.
Les forts sérieusement endommagés, les troupes du général Sengge Rinchen sont contraintes de se retirer.

## Conséquences
La force combinée franco-britannique, va pouvoir occuper Tianjin. Ensuite,elle s’attaque à une armée chinoise forte de 30 000 soldats à Palikao. Après un combat acharné, elle inflige de grosses pertes à l'armée chinoise et finit par envahir Pékin le 13 octobre.

## Décoration
- « FORT DU PEI-HO 1860 », « FORT DU PEI-HO » ou « PEI-HO » est inscrit sur le drapeau des régiments cités lors de cette bataille.